# Šerbo Rastoder
Šerbo Rastoder (Berane, Crna Gora, 13. kolovoza 1956.), crnogorski povjesničar bošnjačke narodnosti.
Redoviti je član Dukljanske akademije nauka i umjetnosti, Odbora za povijesne znanosti Crnogorske akademije nauka i umjetnosti, Upravnog odbora Matice crnogorske te pokretač i glavni i odgovorni urednik Almanaha, časopisa za proučavanje, zaštitu i predočavanje kulturno-povijesnoga nasljeđa Bošnjaka-Muslimana Crne Gore. Potpisnik je Deklaracije o zajedničkom jeziku, u kojoj se tvrdi da se u Hrvatskoj, Bosni i Hercegovini, Srbiji i Crnoj Gori govore nacionalne standardne inačice zajedničkog policentričnog standardnog jezika.
Profesor je na Filozofskom falkultetu u Nikšiću, Pravnom fakultetu u Podgorici i Filozofskom fakultetu u Tuzli.
Priredio je četverosveščani zbornik dokumenata Skrivana strana istorije: crnogorska buna i odmetnički pokret: 1918-1929, u kojem je objavio oko 1700 dokumenata.

## Djela
Nepotpun popis:
- Dr Nikola Dobrečić, arcibiskup barski i primas srpski: 1872-1955, Budva, 1991. (suautorica Jasmina Rastoder)
- Životna pitanja Crne Gore 1918-1929, Bar, 1995.
- Političke borbe u Crnoj Gori 1918-1929, Beograd, 1996.
- Skrivana strana istorije: crnogorska buna i odmetnički pokret: 1918-1929, I-IV, Bar ,1997. (2. izd. 2005.) (priređivač)[2]
- Crna Gora u egzilu 1918-1925, I-II, Podgorica, 2004.